# Battaglia di Bassignana (1745)
La battaglia di Bassignana fu combattuta nel corso della campagna militare italiana della Guerra di successione austriaca il 27 settembre 1745. Si fronteggiavano l'esercito franco spagnolo, agli ordini del marchese di Maillebois, Jean-Baptiste Desmarets, dell'Infante Filippo e del conte di Gages, Jean Thierry Dumont, e l'esercito austro-sardo al comando del re di Sardegna, Carlo Emanuele III. La vittoria arrise all'esercito franco-spagnolo.

## Antefatti
Nel 1745 il campo franco-spagnolo si rafforzò: la Francia aderì il 22 maggio alla lega di Francoforte, formata da Prussia, Svezia, l'Elettorato Palatino, il Landgravio di Hesse-Philppsthal, ed alla quale aderì anche Carlo VII di Baviera, che si era rifiutato di riconoscere la sovranità di Maria Teresa d'Austria, figlia ed erede di Carlo VI.
I francesi avevano sconfitto gli anglo-olandesi a Fontenoy l'11 maggio 1745, Federico II di Prussia aveva sconfitto gli austriaci a Hohenfriedberg il 4 giugno 1745 (e sconfiggerà i sassoni a Kesselsdorf il 15 dicembre, il che costringerà Maria Teresa a stipulare il Trattato di Dresda il 25 dicembre dello stesso anno).
All'inizio del 1745 la guerra in Italia sembrava effettivamente volgere a favore dei franco-spagnoli, che erano in situazione di forte superiorità militare numerica. L'armata del Nord, al comando dell'Infante Filippo e del marchese di Maillebois, Jean-Baptiste Desmarets era forte di 39 000 fanti e di 6 500 cavalieri; quella del sud, affidata al duca di Modena assistito dal conte di Gages, Jean Thierry Dumont, disponeva di 35 000 fanti e di 3 500 cavalieri. Le due armate avrebbero dovuto iniziare separatamente la loro campagna per poi congiungersi e dare il colpo di grazia al dominio austriaco in Italia.
Di fronte a forze così considerevoli, alle quali si sarebbero poi aggiunti 10 000 soldati e i 36 cannoni promessi dalla repubblica di Genova, che in base al trattato di Aranjuez aveva aderito all'alleanza tra Francia, Spagna e Regno delle Due Sicilie, le risorse di Carlo Emanuele III, re di Sardegna, erano decisamente modeste. Il Savoia poteva contare su poco più di 20 000 uomini, ivi comprese le milizie valdesi poco aduse alle battaglie in campo aperto. Carlo Emanuele tuttavia contava anche sulle forze del principe di Lobkowitz, che sotto la pressione delle forze ispano-napoletane aveva dovuto abbandonare la città di Imola e si era ritirato a Fossalta.
Le armate della coalizione franco-spagnola ebbero l'ordine di riunirsi in territorio ligure: quella agli ordini dell'infante Filippo doveva passare dalla contea di Nizza e quella del Gages attraverso Montepellegrino. Quest'ultimo giunse a Sarzana il 1º giugno 1745 e passò poi a Pontedecimo nella Val Polcevera. Di fronte a loro il Lobkowitz lasciò l'Emilia per congiungersi alle forze di Carlo Emanuele III sulla linea del Tanaro.

## La battaglia
Le armate franco spagnole si raggrupparono dunque sulla linea del Tanaro. Esse posero l'assedio alla città di Tortona che capitolò il 3 settembre. Inviando poi dei grossi distaccamenti a Pavia ed a Piacenza, dietro suggerimento del Maillebois, gli alleati franco-spagnoli separarono gli austriaci del Lobkowitz da quelle del Savoia, minacciando la Lombardia. Il generale Schulemberg, che aveva nel frattempo sostituito il Lobkowitz alla testa delle truppe austriache, credette che il nemico puntasse alla conquista del milanese ed abbandonò il Tanaro per correre colà. Partito Schulemberg, i franco-spagnoli attaccarono le truppe sarde il 27 settembre. La battaglia fu cruenta e queste ultime, in forte inferiorità numerica, si ritirarono dapprima su Valenza e poi su Casale Monferrato.

## Conseguenze
Anziché inseguire il nemico in rotta, l'esercito franco-spagnolo pose l'assedio alla città di Alessandria, difesa dal marchese Isnardi che, dopo i primi scontri si asserragliò nella Cittadella.
Lasciato un distaccamento a proseguire l'assedio i franco-spagnoli si diressero su Valenza, difesa dal Balbiano che, non potendo resistere a tali forze preponderanti, distrusse i suoi cannoni e si ritirò a Casale. Asti e Casale caddero a loro volta nelle mani del nemico che si divise: Maillebois con le truppe francesi rimase in Piemonte mentre Gages con quelle spagnole si trasferì in Lombardia occupando la città di Milano ma non la cittadella, ove si era rifugiata la guarnigione austriaca.
Con l'approssimarsi dell'inverno le operazioni belliche furono sospese e Luigi XV cercò di separare Carlo Emanuele dall'alleato austriaco promettendogli in cambio tutta la Lombardia a sinistra del Po ed i territori fra questo e lo Scrivia. Il re di Sardegna era sul punto di cedere ma la pace di Dresda del 25 dicembre fra Maria Teresa e Federico II di Prussia consentì alla prima di liberarsi della pressione prussiana mandando così un'armata al comando del generale Brown in Italia che si congiunse a quella del generale Liechtenstein, che nel contempo aveva sostituito lo Schulemberg. Forte di questo appoggio, Carlo Emanuele III ruppe le trattative con la Francia e preparò la campagna successiva.
L'anno dopo la battaglia di Piacenza (16 giugno 1746), vinta dalle forze austro-sarde, annullò gli effetti della battaglia di Bassignana.